# オータニ (スーパーマーケット)

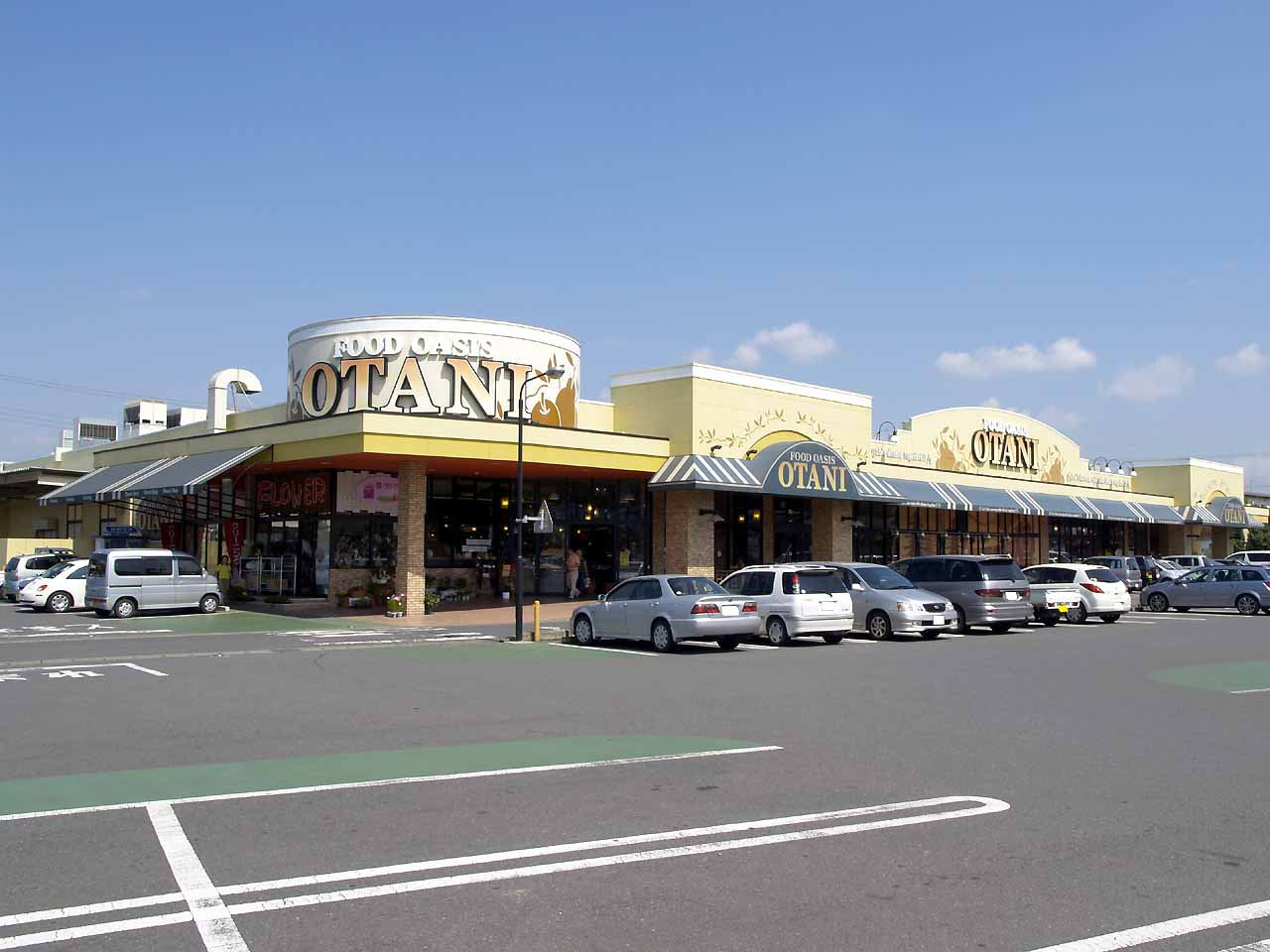
フードオアシスOTANI荒町店（真岡市）

株式会社オータニ（OTANI CO.,LTD.）は、栃木県と埼玉県でスーパーマーケットを経営するアークスグループの企業。シジシージャパン（CGC）の会員企業。本部は栃木県宇都宮市。

## 概要
栃木県内にスーパーオータニ、フードオアシスOTANI合わせて31店舗がある。
独自のポイントカードがあり、ポイントがたまるとお買い物券に交換できる。また、会員限定価格での商品の提供なども行っているが、2024年10月よりアークスRARAカードへ切り替わる予定。
一部店舗では女性専用のフィットネスクラブ「カーブス」を併設している。
2020年11月17日、北海道・東北地方で店舗を展開するスーパーマーケット事業会社の持株会社・アークスがオータニの完全子会社化に基本合意したと発表。当初は2021年3月1日に完全子会社となる予定だったものの延期となり、4月14日に完全子会社となった。これにより、アークスグループが初めて関東地方に進出することになった。
アークスグループは商品仕入れ機構のシジシージャパン（CGC）との関係が深く、系列各社は原則同機構に加盟しているが、当社は元々同様の組織であるオール日本スーパーマーケット協会（AJS）に加盟していたことから、傘下後もしばらくは加盟していなかった。
しかし、2023年4月20日に当社もCGCに加盟することが発表され、プライベートブランドもAJSの「くらし良好」からCGC商品へと置き換えられた。その後もしばらくAJSと重複加盟状態となっていたが、同年7月に離脱した。

## 沿革
- 1946年（昭和21年） - 宇都宮市に大谷商店（おおたにしょうてん）を創業。
- 1965年（昭和40年） - 有限会社大谷商店を設立。
- 1970年（昭和45年） - 1号店となる岡本店開店。
- 1982年（昭和57年） - 株式会社オータニ設立。
- 2021年（令和3年）4月14日 - アークスの完全子会社化。
- 2023年（令和5年）4月20日 - シジシージャパンに加盟。

## 店舗
栃木県内に31店（スーパーオータニ 14店、フードオアシスOTANI 17店）、埼玉県にフードオアシスOTANI 1店の合計32店を展開している。

### 過去に存在した店舗
- 石井店（フードオアシスOTANI平松店が代替）
- 宝積寺店（フードオアシスOTANI高根沢店が代替）
- 栃木店（2018年2月26日閉店）